# Kongeparret i Ringkøbing
|  | Denne artikel er oprettet af botten Steenthbot ud fra en ekstern database. Den kan derfor have sproglige fejl eller mangler. Denne skabelon kan fjernes efter kontrol af indholdet. |

Kongeparret i Ringkøbing er en dansk dokumentarisk optagelse.

## Handling
Kongeparret besøger byen og afslører mindestene for de fem fiskere, der mistede livet ved en fejlalarmering fra havet.

## Medvirkende
- Kong Frederik IX
- Dronning Ingrid